# Gonzalo Tassier
Gonzalo Tassier (Ciudad de México, 1941 - 24 de enero de 2023) es diseñador gráfico profesional y publicista mexicano, quien creó varios logotipos y marcas muy conocidas en México.

## Biografía
Nació en la Ciudad de México in 1941. Cuando era joven, estudió en la Escuela de Arquitectura de la UNAM, estudió filosofía por cuatro años. Después se unió a la comunidad religiosa de Misioneros del Espíritu Santo. Sin embargo, aprendió Diseño de manera auto-didacta.
Su carrera abarcó más de cuatro décadas y es uno de los diseñadores más destacados y pioneros de México. Trabajó en empresas de diseño como  Giancarlo Novi, Design Center and Bozell. Entre sus Obras más conocidas incluyen  las marcas registradas de Del Fuerte y  Aguigol y el águila vestida que es un símbolo de la Selección de fútbol de México desde 1998. También, diseñó folletos para Ford, Wyeth, hizo obras audiovisuales para IMSS y creó portadas de libro para el editorial Demac.

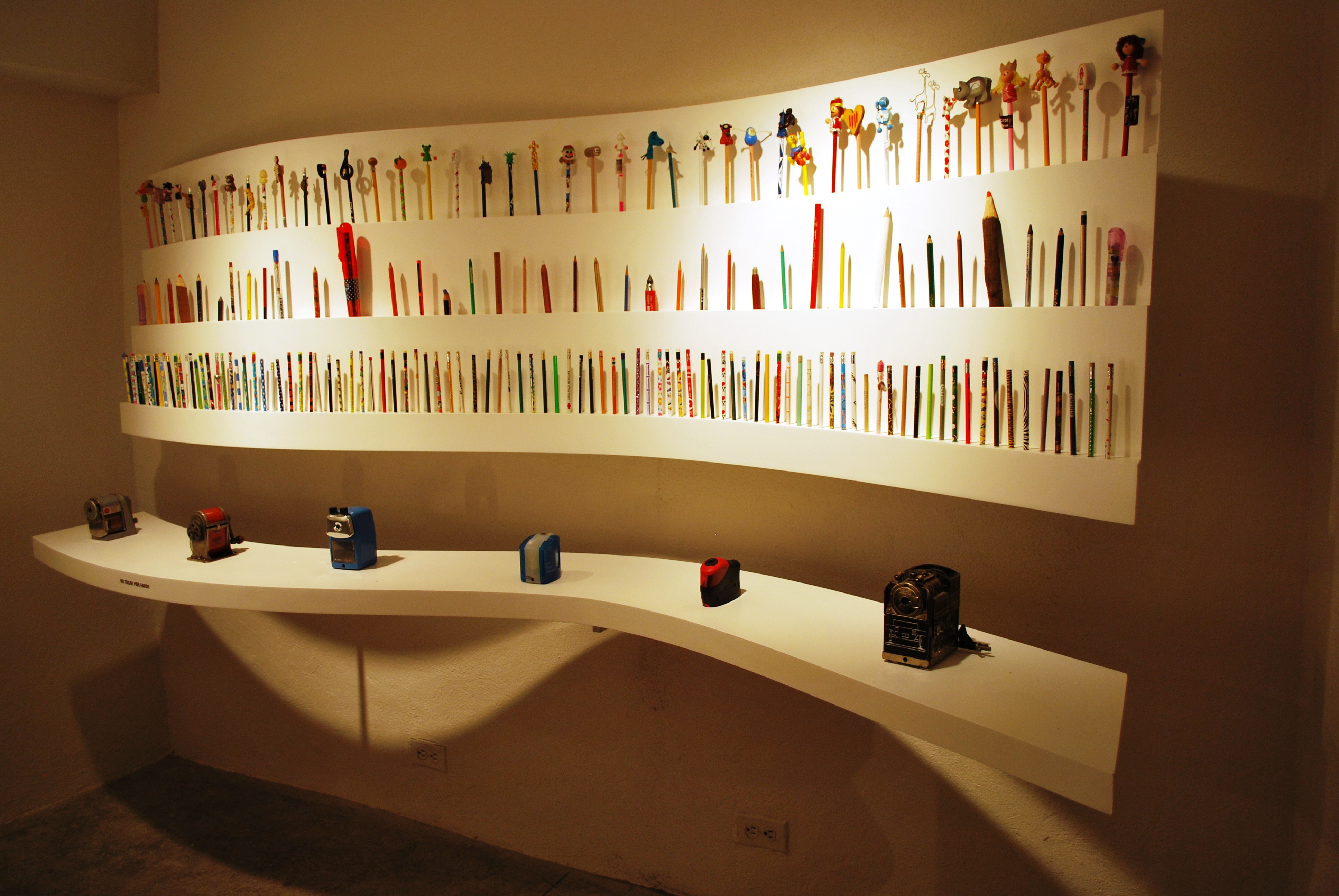
Parte de la colección de lápices de Tassier en el Museo del Objeto del Objeto en Ciudad de México

En 1995, el maestro Tassier fundó su propia empresa que se llama Retorno Tassier en la Ciudad de México, dedicada al Diseño Gráfico, Industria Editorial y Publicidad. El Retorno Tassier tiene muchas empresas mexicanas e internacionales como clientes, tanto como instituciones gubernamentales y asociaciones civiles. También hace trabajos para algunas organizaciones como servicio social. Sus clientes se incluyen: Grupo Santander, Volkswagen de México y la Organización de las Naciones Unidas para el Desarrollo Industrial.  El maestro Tassier sigue siendo el  presidente de su empresa. También fundó otra empresa con su socio Bruno Newman que se llama La Gunilla Editores, un editorial que publica libros sobre el Diseño y Coleccionismo. El nombre de la editorial se deriva del nombre “Lagunilla” que tiene un mercado famoso para coleccionistas.
En 2002, fue reconocido por la organización Quórum, que también publicó un libro sobre su carrera.
Gonzalo Tassier es profesor de Diseño en la Universidad Iberoamericana, y se considera como uno de los más respetados en el país. Su labor como profesor le dio a obtener el premio Sir Misha Black Medal en Londres del 2008. Un grupo de sus alumnos lo nominó y es el primero de Latinoamérica de recibirlo después de treinta años.
Se considera su estilo como original y sensible pero también es metódico y perfeccionista. Tassier cree que la risa es ingrediente fundamental en la publicidad, que buenos comerciales evocan sonrisas y  emociones positivas.
El Museo Objeto del Objeto tuvo una exhibición de la obra de Tassier en octubre del 2011 como parte de la serie “El MODO de ….”.  Esta exhibición incluye dibujos y diseños, su colección de lápices que consiste en más de once mil piezas. La colección representa la importancia que esta herramienta tiene en relación con su trabajo.
El 24 de enero de 2023 falleció.